# Uprowadzona (serial telewizyjny)
Uprowadzona (ang. Taken) – amerykański serial telewizyjny (dramat kryminalny, thriller, akcja) wyprodukowany przez EuropaCorp Television U.S oraz Universal Television.
Serial jest prequelem trylogii filmów Uprowadzona, którego twórcami są Luc Besson oraz Robert Mark Kamen.
Premierowy odcinek został wyemitowany 27 lutego 2017 roku przez NBC.
9 maja 2017 roku, stacja NBC zamówiła drugi sezon.
W Polsce serial był emitowany od 1 września 2017 roku do 16 lipca 2018 roku przez Canal +.
19 kwietnia 2018 roku, stacja NBC ogłosiła zakończenie produkcji serialu po dwóch sezonach.

## Fabuła
Serial skupia się na młodym Bryanie Millsie, byłym komandosie, który zmaga się z życiową tragedią. Zostaje zatrudniony przez CIA, gdzie nabywa nowych niebezpiecznych umiejętności.

## Obsada

### Główna
- Clive Standen jako Bryan Mills[5]
- Jennifer Beals jako Christina Hart[6]
- Gaius Charles jako John[7] (sezon 1)[8]
- Monique Gabriela Curnen jako Vlasik[7] (sezon 1)[8]
- James Landry Hebert jako Casey[7] (sezon 1)[8]
- Michael Irby jako Sam[9] (sezon 1)[8]
- Brooklyn Sudano jako Asha[10] (sezon 1)[8]
- Jose Pablo Cantillo jako Bernie[11] (sezon 1)[8]

### Drugoplanowe role
- Simu Liu jako Faaron[12]
- Ali Kazmi jako Marzoki
- Jennifer Marsala jako Riley[13]
- Jessica Camacho jako Santana[14] (sezon 2)
- Adam Goldberg[15] (sezon 2)

## Odcinki
| Sezon | Odcinki | Oryginalna emisja w NBC | Oryginalna emisja w NBC | Oryginalna emisja w Canal + | Oryginalna emisja w Canal + | Oryginalna emisja w Canal + |
| Sezon | Odcinki | Premiera sezonu         | Finał sezonu            | Premiera sezonu             | Finał sezonu                |                             |
| ----- | ------- | ----------------------- | ----------------------- | --------------------------- | --------------------------- | --------------------------- |
| 1     | 10      | 1 marca 2017            | 1 maja 2017             | 1 września 2017             | 29 września 2017            |                             |
| 2     | 16      | 12 stycznia 2018        | 23 czerwca 2018         | 2 kwietnia 2018             | 16 lipca 2018               |                             |

### Sezon 1 (2017)
| Nr | #  | Tytuł             | Reżyseria      | Scenariusz                       | Premiera NBC     | Premiera Canal + |
| -- | -- | ----------------- | -------------- | -------------------------------- | ---------------- | ---------------- |
| 1  | 1  | Pilot             | Alex Graves    | Alexander Cary                   | 27 lutego 2017   | 1 września 2017  |
| 2  | 2  | Ready             | Michael Offer  | Alexander Cary, Joe Loya         | 6 marca 2017     | 1 września 2017  |
| 3  | 3  | Off Side          | Tim Matheson   | Anthony Swofford, Wendy West     | 13 marca 2017    | 8 września 2017  |
| 4  | 4  | Mattie G          | Tim Matheson   | Anthony Swofford, Wendy West     | 20 marca 2017    | 8 września 2017  |
| 5  | 5  | A Clockwork Swiss | Clark Johnson  | Jordan Hawley                    | 27 marca 2017    | 15 września 2017 |
| 6  | 6  | Hail Mary         | Lexi Alexander | Mike Daniels                     | 3 kwietnia 2017  | 15 września 2017 |
| 7  | 7  | Solo              | Elodie Keene   | Alexander Cary, Anthony Swofford | 10 kwietnia 2017 | 22 września 2017 |
| 8  | 8  | Leah              | Bill Johnson   | Wendy West                       | 17 kwietnia 2017 | 22 września 2017 |
| 9  | 9  | Gone              | Romeo Tirone   | Jordan Hawley, Joe Loya          | 24 kwietnia 2017 | 29 września 2017 |
| 10 | 10 | I Surrender       | Holly Dale     | Marjorie David, Mike Daniels     | 1 maja 2017      | 29 września 2017 |

### Sezon 2 (2018)
| Nr | #  | Tytuł           | Reżyseria          | Scenariusz                                     | Premiera NBC     | Premiera Canal +               |
| -- | -- | --------------- | ------------------ | ---------------------------------------------- | ---------------- | ------------------------------ |
| 11 | 1  | S.E.R.E         | Romeo Tirone       | Greg Plageman, Tony Camerino                   | 12 stycznia 2018 | 2 kwietnia 2018                |
| 12 | 2  | Quarry          | Stephen Kay        | Erik Mountain                                  | 19 stycznia 2018 | 2 kwietnia 2018                |
| 13 | 3  | Hammurabi       | Lukas Ettlin       | Zak Schwartz                                   | 26 stycznia 2018 | 9 kwietnia 2018                |
| 14 | 4  | OPSEC           | Sarah Pia Anderson | Aaron Carew                                    | 2 lutego 2018    | 9 kwietnia 2018                |
| 15 | 5  | Absalom         | Romeo Tirone       | Erik Mountain                                  | 2 marca 2018     | 16 kwietnia 2018               |
| 16 | 6  | Charm School    | Michael Nankin     | Karen Wyscarver, Sanford Golden                | 9 marca 2018     | 16 kwietnia 2018               |
| 17 | 7  | Invitation Only | T. J. Scott        | Andy Callahan                                  | 16 marca 2018    | 23 kwietnia 2018               |
| 18 | 8  | Strelochnik     | Elodie Keene       | Tony Camerino                                  | 23 marca 2018    | 23 kwietnia 2018               |
| 19 | 9  | Verum Nocet     | Eduardo Sánchez    | Karen Wyscarver, Sanford Golden                | 30 marca 2018    | 30 kwietnia 2018               |
| 20 | 10 | All About Eve   | Scott Peters       | Brusta Brown, John Mitchell Todd               | 6 kwietnia 2018  | 30 kwietnia 2018               |
| 21 | 11 | Password        | David Wellington   | Andy Callahan                                  | 13 kwietnia 2018 | 21 czerwca 2018                |
| 22 | 12 | Imperium        | M.J. Bassett       | Brusta Brown, John Mitchell Todd               | 26 maja 2018     | 28 czerwca 2018                |
| 23 | 13 | ACGT            | Bill Johnson       | Nicole Demasi                                  | 2 czerwca 2018   | 9 lipca 2018                   |
| 24 | 14 | Carapace        | Ruba Nadda         | Zak Schwartz                                   | 9 czerwca 2018   | 9 lipca 2018                   |
| 25 | 15 | Render          | Edward Ornelas     | Erik Mountain                                  | 23 czerwca 2018  | 16 lipca 2018 (Canal+ Seriale) |
| 26 | 16 | Viceroy         | Chris Fisher       | Greg Plageman, Karen Wyscarver, Sanford Golden | 30 czerwca 2018  | 16 lipca 2018 (Canal+ Seriale) |

## Produkcja
18 września 2015 roku stacja NBC od razu zamówiła pierwszy sezon prequelu filmu Uprowadzona, którego głównym producentem wykonawczym został Alexander Cary.
W lutym 2016 roku ogłoszono, że główną rolę w serialu zagra Clive Standen i wcieli się w młodego Bryania Millsia, którego w filmach grał Liam Neeson.
W kolejnym miesiącu do obsady serialu dołączyli: Gaius Charles, Monique Gabriela Curnen, James Landry Hebert, Michael Irby, Brooklyn Sudano, Jennifer Beals, Jose Pablo Cantillo, Simu Liu oraz Jennifer Marsala.
Premiera serialu została zaplanowana na mideseason 2016/2017. W maju 2016 roku, po ogłoszeniu zamówienia drugiego sezonu, producent wykonawczy, Alex Cary odszedł z serialu. Na początku czerwca 2017 roku poinformowano, że nowym producentem prowadzącym został Greg Plageman. Pod koniec czerwca 2017 roku, poinformowano, że w 2. sezonie Taken powrócą tylko Clive Standen oraz Jennifer Beals.
Pod koniec lipca ogłoszono, że w rolę Santany wcieli się Jessica Camacho.
Pod koniec grudnia 2017 roku, ogłoszono, że w serialu wystąpi Adam Goldberg.